# Haunter (pel·lícula)
Haunter és una pel·lícula canadenca de terror sobrenatural del 2013 dirigida per Vincenzo Natali, escrita per Brian King, i protagonitzada per Abigail Breslin. La pel·lícula es va estrenar al Festival de Cinema South by Southwest de 2013 i va ser distribuïda als EUA per IFC Midnight.

## Argument
Lisa Johnson, el fantasma d'una adolescent que s'adona que està morta, ronda una casa en algun lloc del nord d'Ontario. Juntament amb els seus pares i el seu germà, que no saben que són morts, està atrapada el mateix dia que van ser assassinats el 1985. A mesura que es fa més conscient de les seves circumstàncies, s'adona que pot establir contacte amb persones en altres línies de temps. Mentre explora aquesta habilitat, apareix un home pàl·lid i li avisa que s'aturi. Sense desanimar-se, la Lisa utilitza objectes personals d'altres persones assassinades a la casa per establir una connexió amb l'Olivia, part d'una família que viu a la casa en el futur i que es convertirà en el proper conjunt de víctimes.
Amb l'ajuda d'Olivia i els esperits d'altres noies assassinades, Lisa es transporta a les línies del temps d'altres víctimes i desentranya el misteri de la casa, adonant-se que l'anterior resident de la casa, Edgar Mullins, posseeix els pares de les famílies que viuen a la casa per continuar els seus assassinats en sèrie. Ella ajuda a la seva família a acceptar el coneixement que estan morts i, per tant, "desperts", poden ajudar-la. Després que la seva família s'escapi al més enllà, la Lisa es queda per aturar Mullins. Està gairebé atrapada al cos d'Olivia mentre Mullins passa per matar-les, però Lisa és capaç d'escapar-se d'ell el temps suficient per convocar els esperits de les víctimes passades de Mullins, retardant la seva propera matança el temps suficient perquè els esperits de les seves altres víctimes s'uneixin a ella. Mentre Mullins és "incinerat" al forn on va matar les seves pròpies víctimes, el pare de l'Olivia recupera el control del seu cos, confós pel que acaba de passar. Després d'assegurar-li a ell i a l'Olivia que tornaran a ser una família feliç, la Lisa se'n va a dormir, però es desperta amb la seva família el dia del seu aniversari al cel, fora del bucle on Mullins els va atrapar.

## Repartiment
- Abigail Breslin com a Lisa Johnson
- Peter Outerbridge com Bruce Johnson
- Michelle Nolden com a Carol Johnson
- Stephen McHattie com a Pale Man - Edgar Mullins
  - David Knoll com el jove Edgar
- Peter DaCunha com a Robert "Robbie" Johnson
- Samantha Weinstein com a Frances Nichols
- Eleanor Zichy com a Olivia
- David Hewlett com a David, el pare d'Olivia
- Sarah Manninen com la mare d'Olivia
- Martine Campbell com la germana d'Olivia
- Michelle Coburn com Mary Brooks
- Tadhg McMahon com el pare d'Edgar
- Marie Dame com la mare d'Edgar

## Banda sonora
La banda sonora de la pel·lícula va ser composta per Alex Khaskin.
PopMatters va descriure la banda sonora com "Una banda sonora semblant a una faula, inclosa tant en so diegètic com no diegètic, que està composta al voltant de seccions famoses de Pere i el Llop.

## Producció
Haunter es va rodar a Toronto i Brantford, Ontario, Canadà. La producció va trigar 25 dies. Natali va dir que li va atraure la pel·lícula perquè, a diferència de Splice, experiment mortal, que li va costar dotze anys per completar-la, només calia rodar Haunter.

## Estrena
Haunter es va estrenar al festival de cinema South by Southwest el 9 de març de 2013, i va rebre una estrena limitada als cinemes als Estats Units el 18 d'octubre de 2013. Va ser llançat al vídeo domèstic l'11 de febrer de 2014, i va guanyar 129.447 $ en vendes de vídeos nacionals.

## Recepció
Rotten Tomatoes, un agregador de ressenyes, informa que el 50% dels 38 crítics enquestats van donar a la pel·lícula una crítica positiva; la valoració mitjana és de 5,1/10. El consens dels crítics del lloc diu: "La premissa de Haunter és prou intrigant, tot i que el pressupost de la pel·lícula és massa baix per aconseguir-ho realment." Metacritic informa d'una puntuació agregada de 49 sobre 100 basat en 13 crítics, que indica "crítiques mixtes o mitjanes".
Linda Barnard de la Toronto Star la va puntuar amb 2/4 estrelles i va qualificar el guió de "mal centrat i juvenil". Joe Leydon de Variety l'anomenava "una variació modestament inventiva de les convencions de gènere". John DeFore de The Hollywood Reporter va escriure que la pel·lícula és "prou novel·la com per mantenir la reputació [de Natali] com a cineasta que no es contenta d'explicar històries de fanboys convencionals." Nicolas Rapold de The New York Times va escriure: "l'experiment mental esgotat de la pel·lícula es converteix en un fil adequat." Annlee Ellingson de Los Angeles Times va escriure que Natali "aporta imatges genials i una actitud punk al guió en capes intel·ligents de Brian King." Josh Modell de The A.V. Club la va qualificar de C i va escriure: " Haunter, de tant en tant intrigant, però en última instància, intermèdia, es troba atrapada en una mena de purgatori de casa embruixada entre una història de noia empoderada i un misteri fantasmal d'assassí en sèrie."